# Matfen
Matfen est une paroisse civile et un village du Northumberland, en Angleterre.